# Szent Kereszt-templom (Budapest)
A Szent Kereszt-templom egy budapesti műemléki védettség alatt álló templom.

## Története
A Budapest IX. kerületi Üllői út 145. szám alatt álló kéttornyú neoromán stílusú templom 1930-ban épült Fábián Gáspár műépítész tervei szerint. 1941-ben plébániaház is épült hozzá. A második világháborút sikeresen átvészelt a épület, mindössze kisebb anyagi károk keletkeztek benne. Az 1960-as években a környező nyomortelepeket elbontották, és az új lakótelepek épülése miatt jelentősen megnőtt a környező lakosság, és – a szocialista államvezetés ellenére – a hívek száma is. A templom restaurálása az 1990-es években kezdődött el.

## Képtár

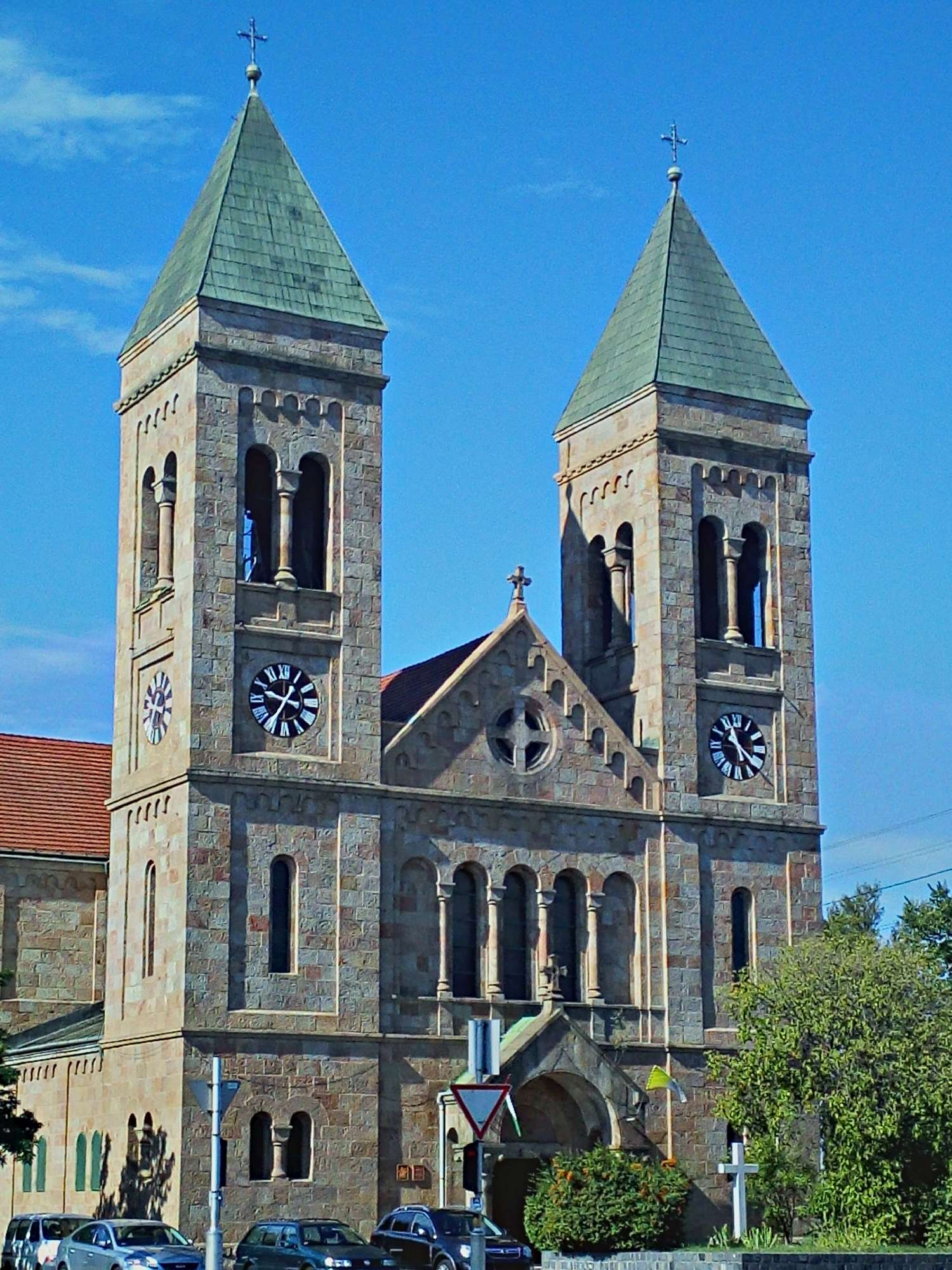
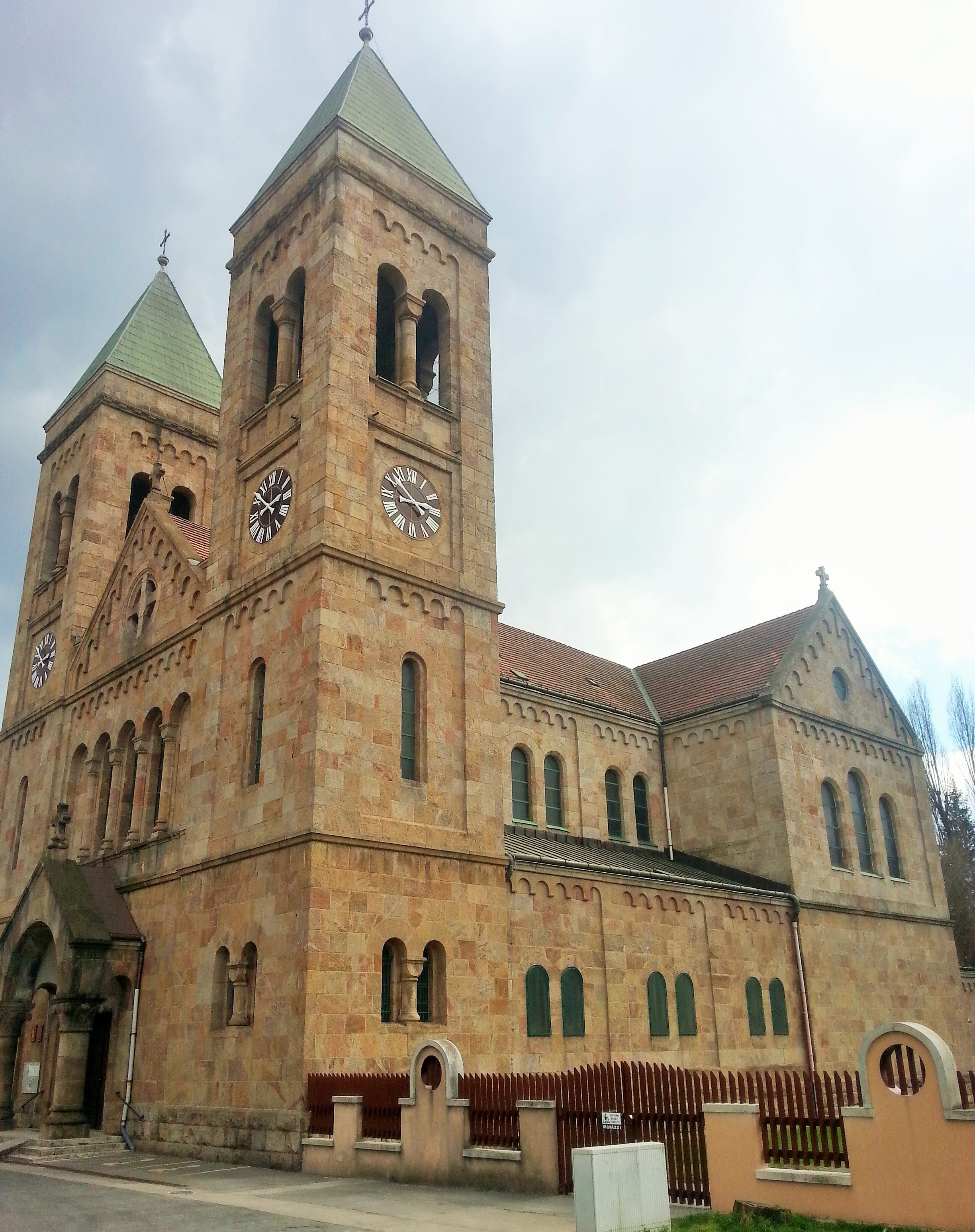
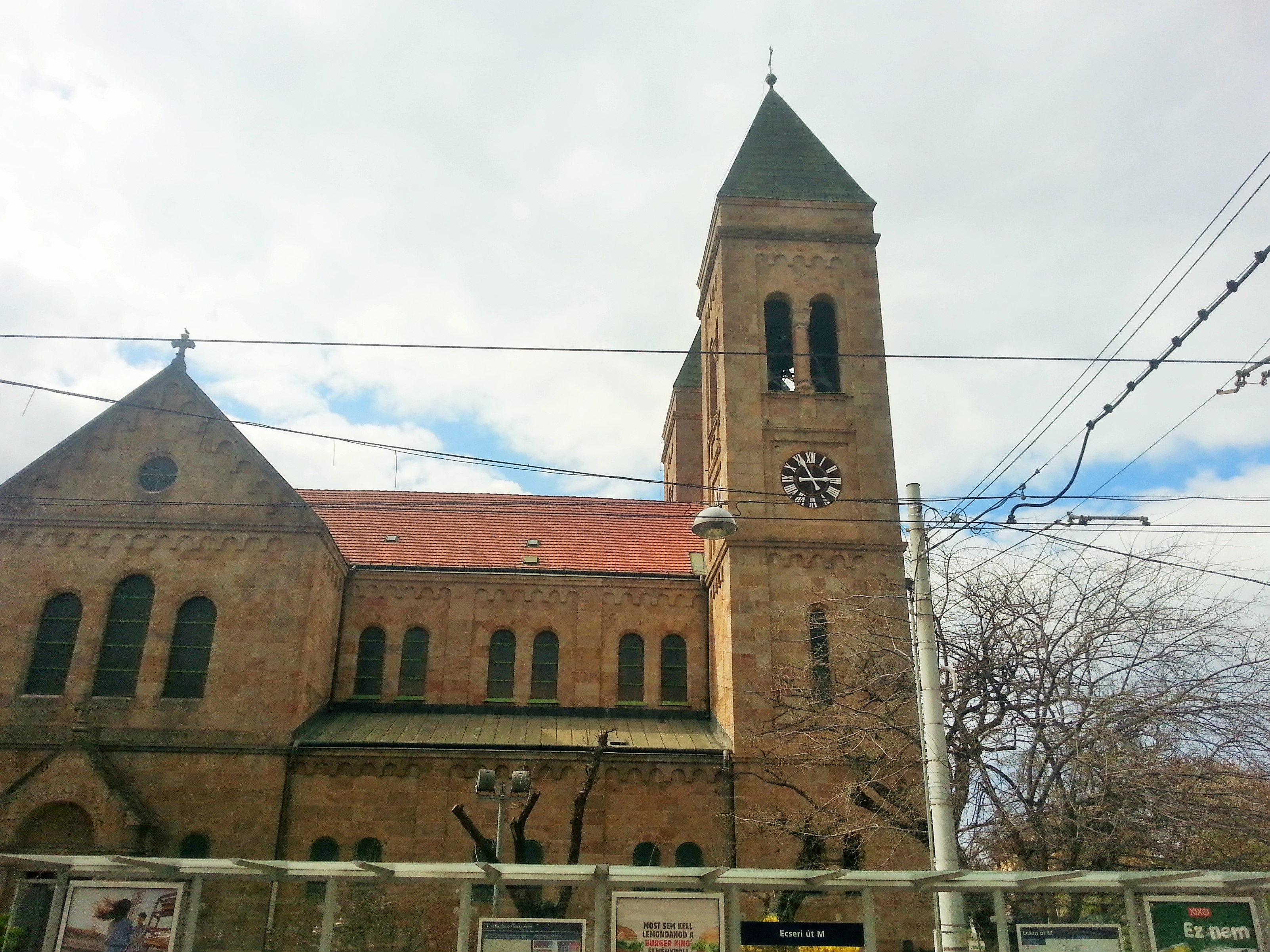
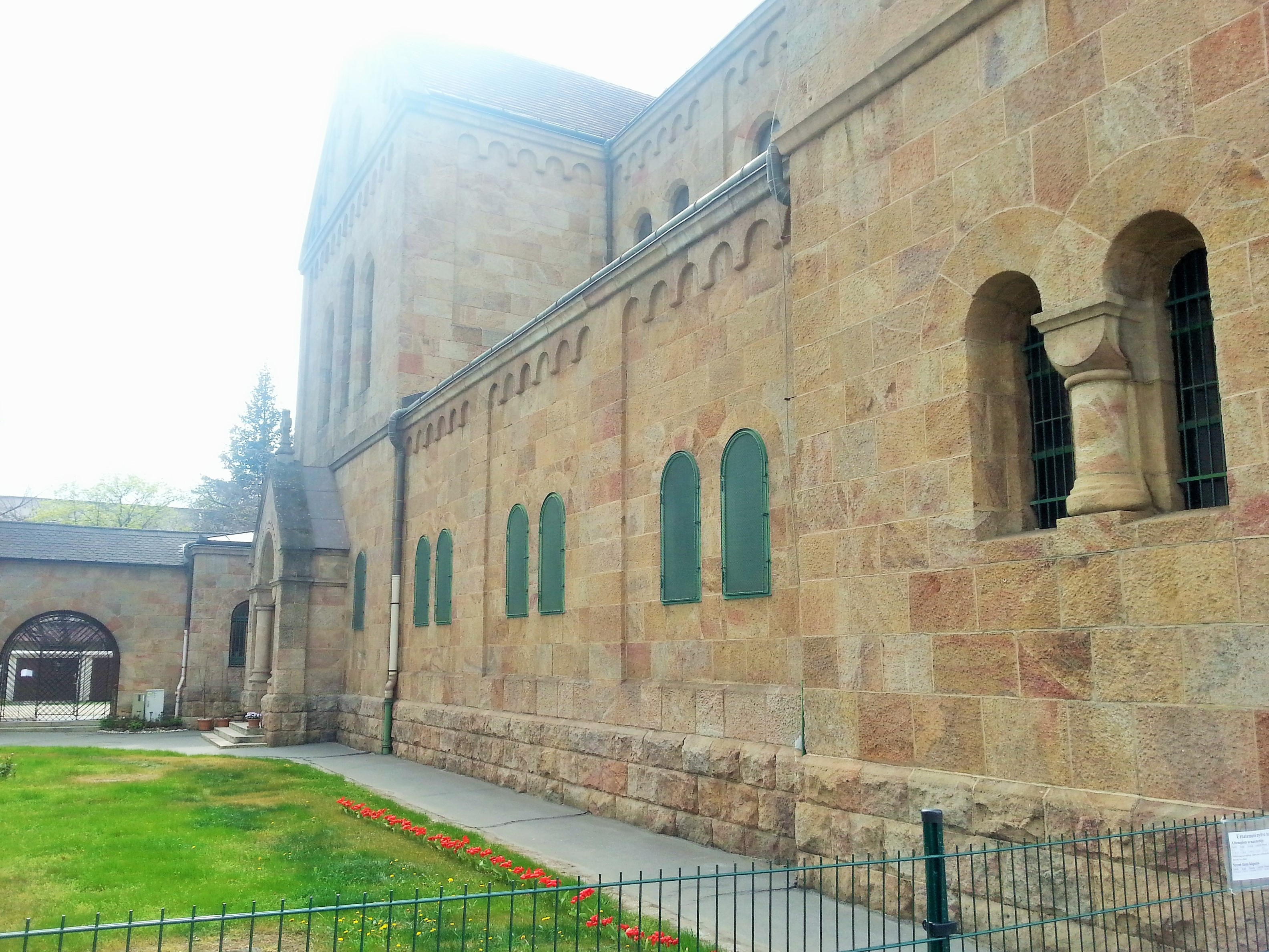
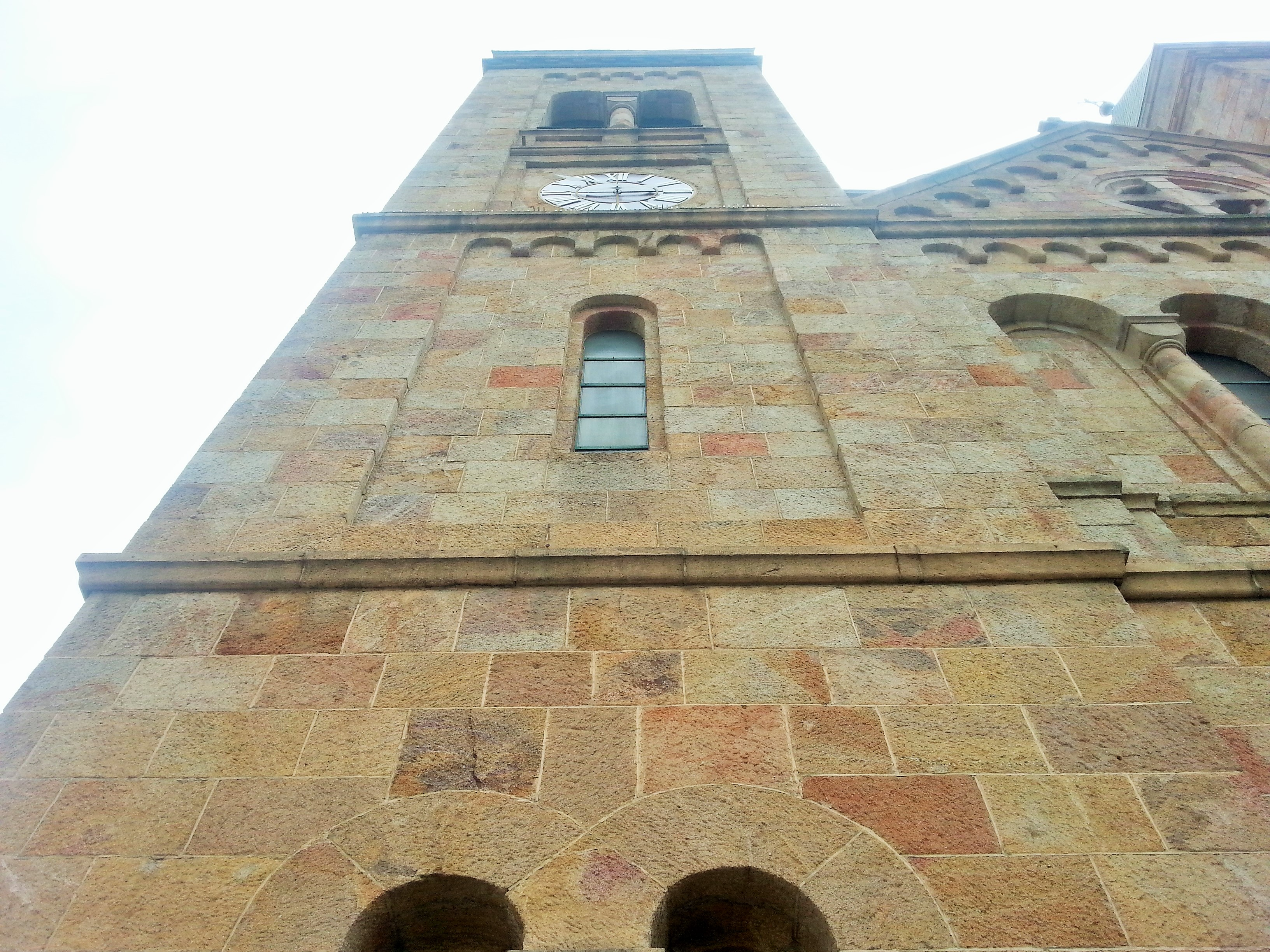
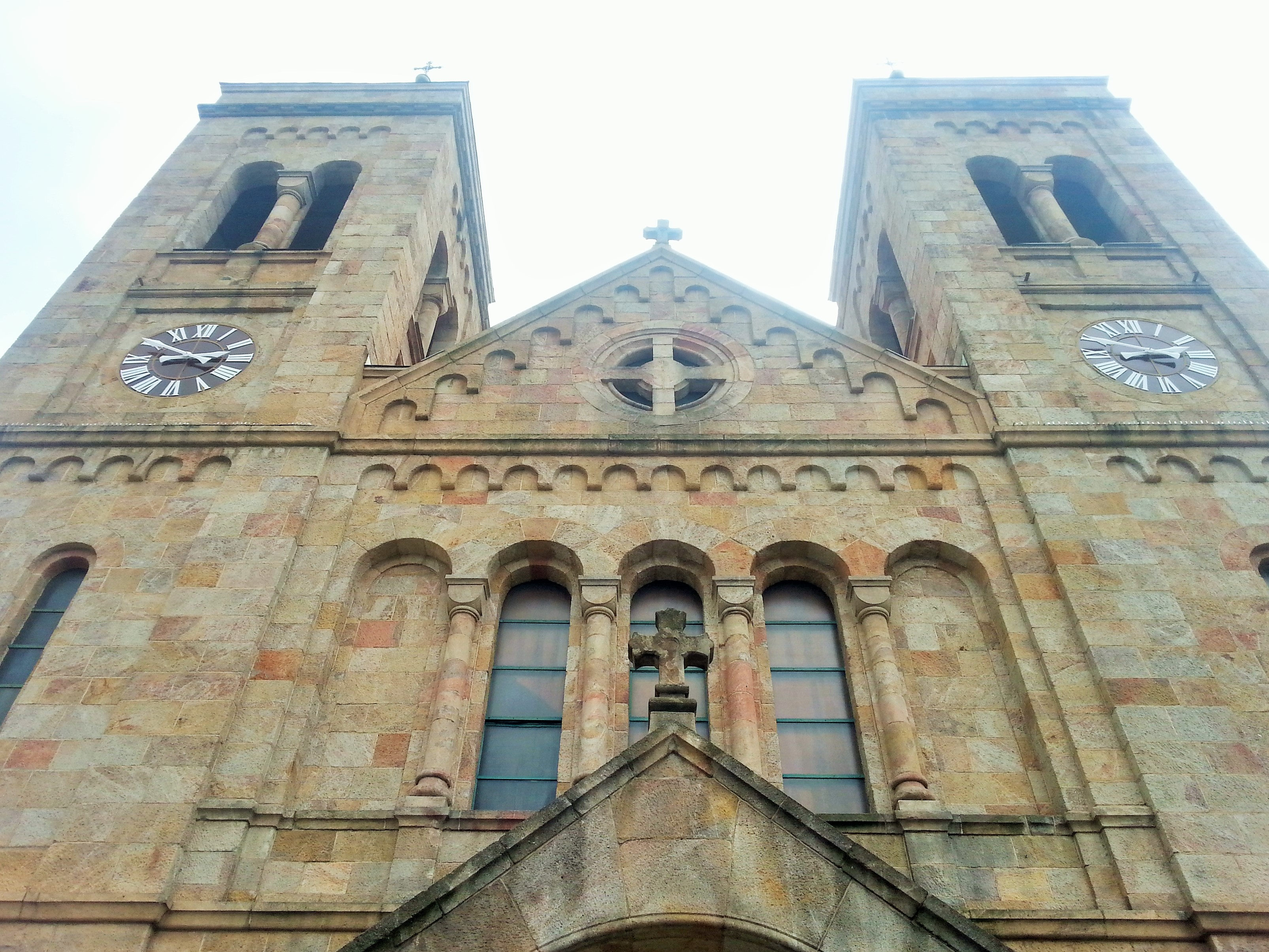
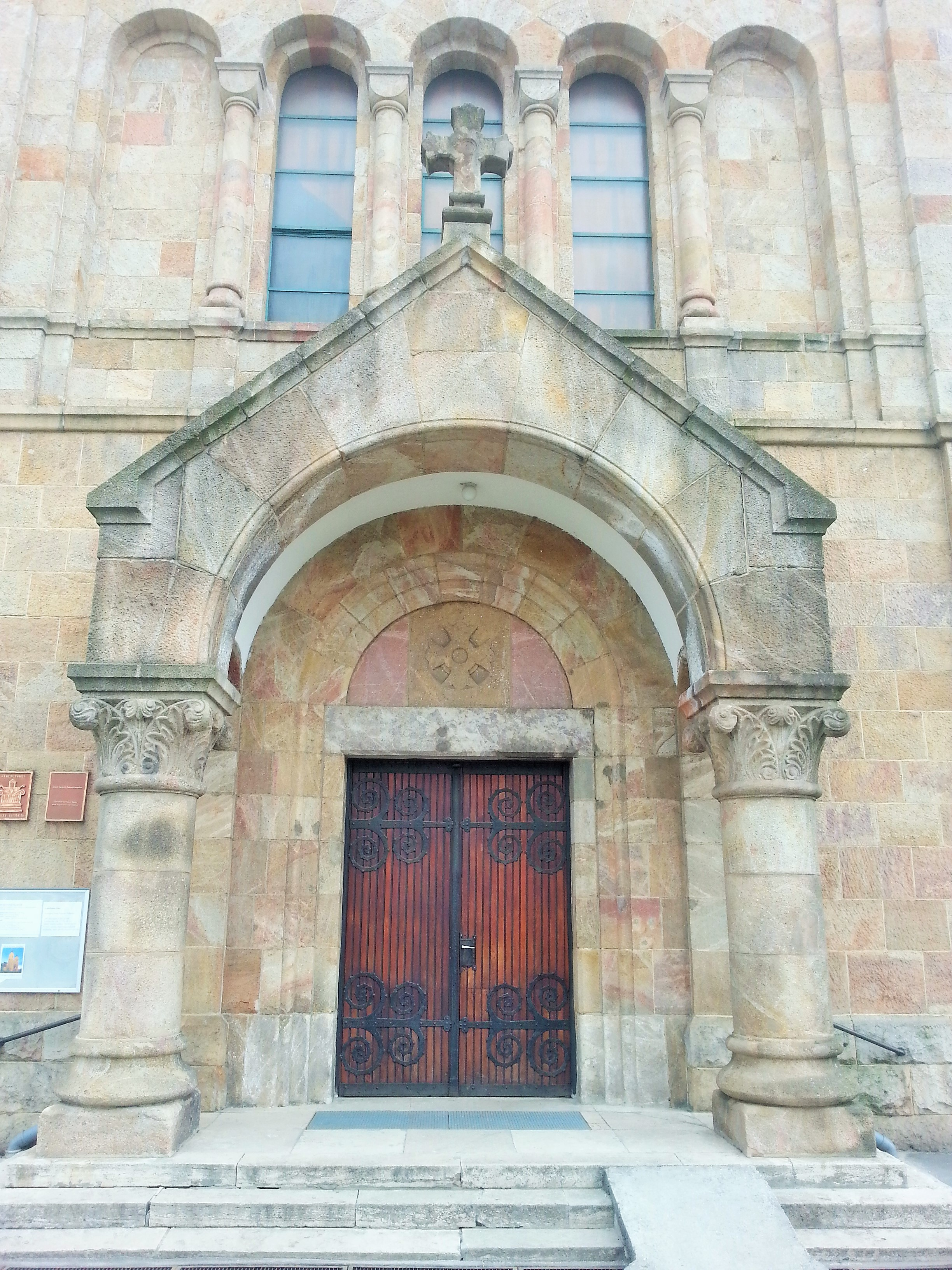
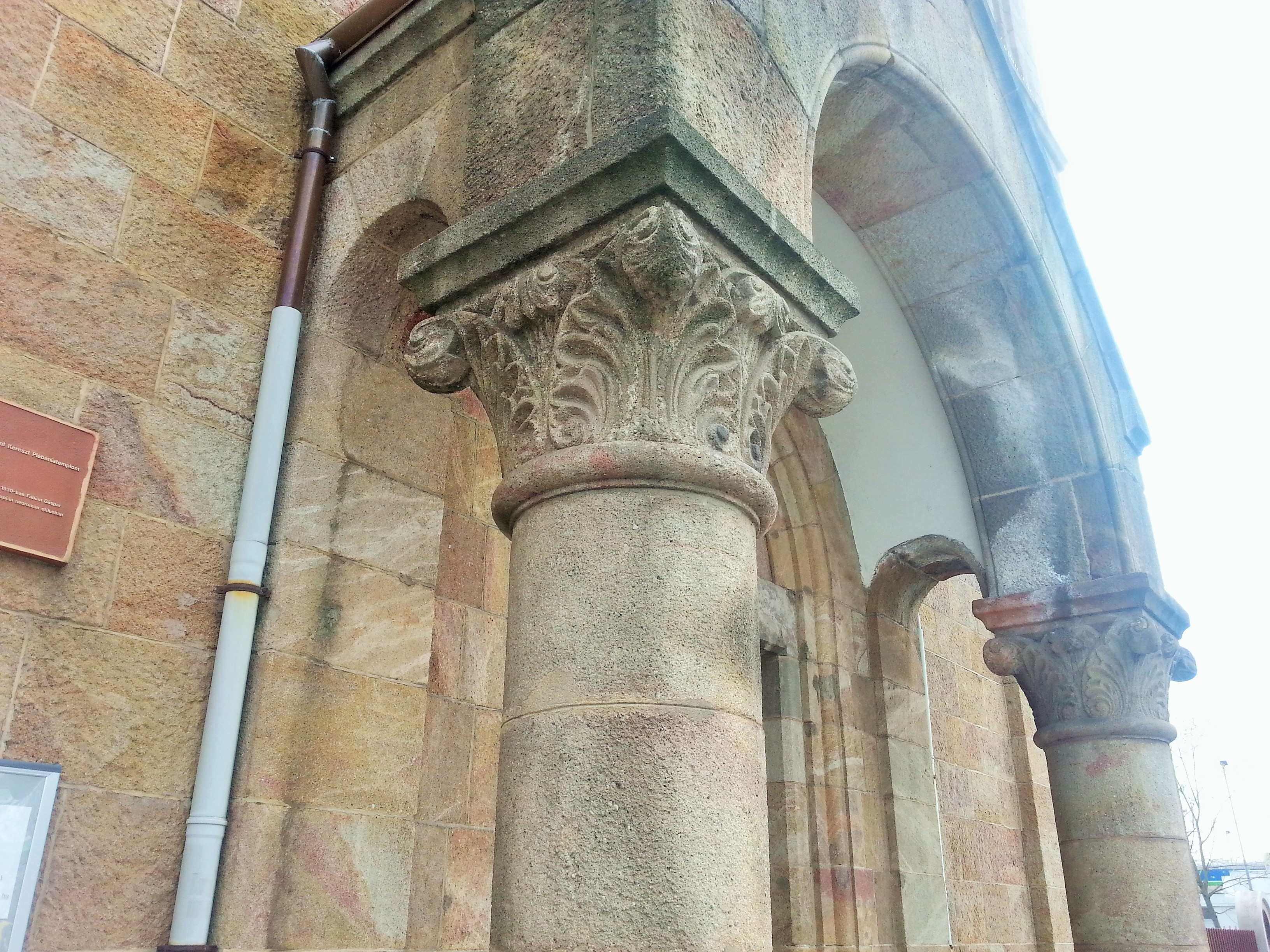
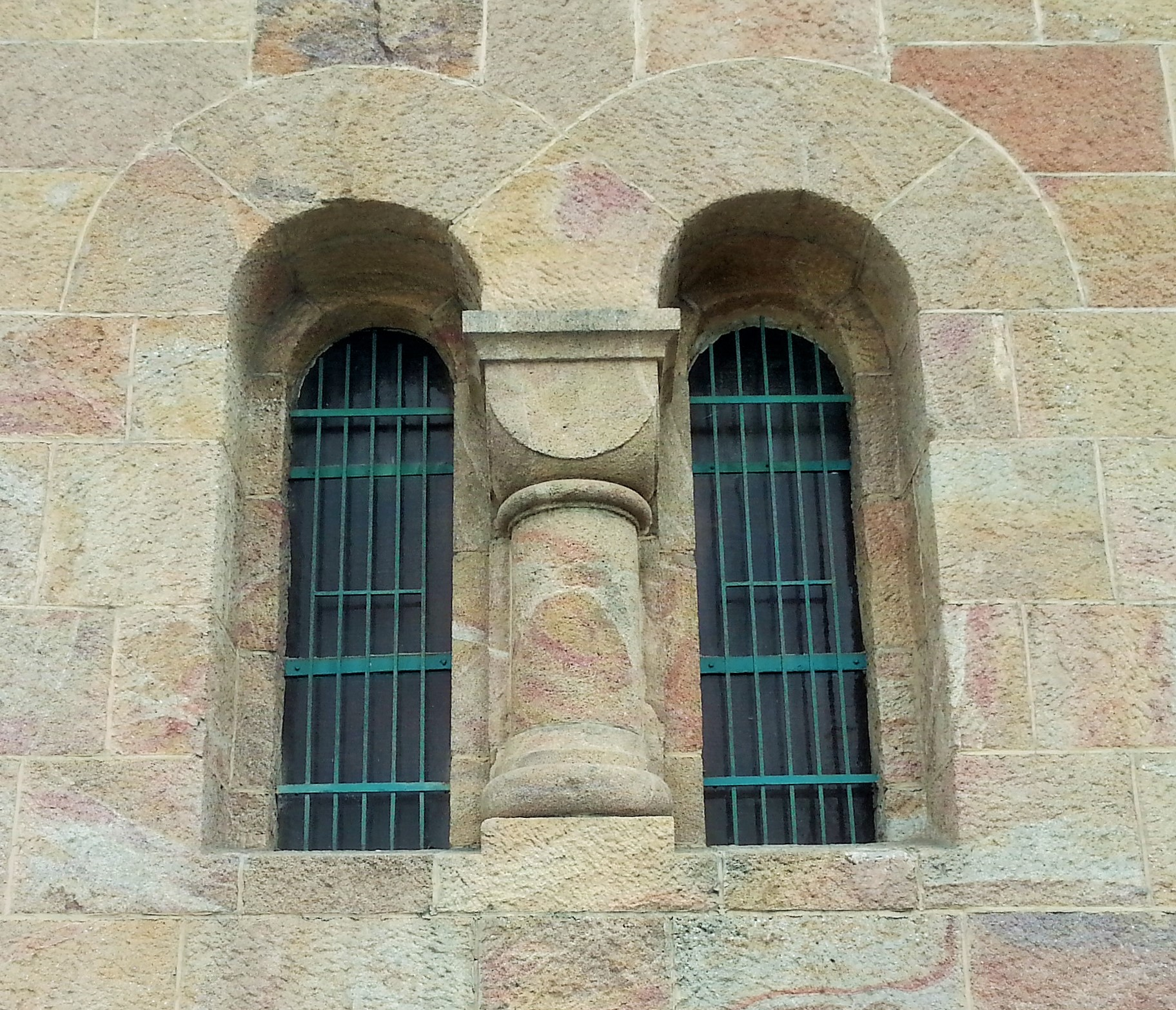
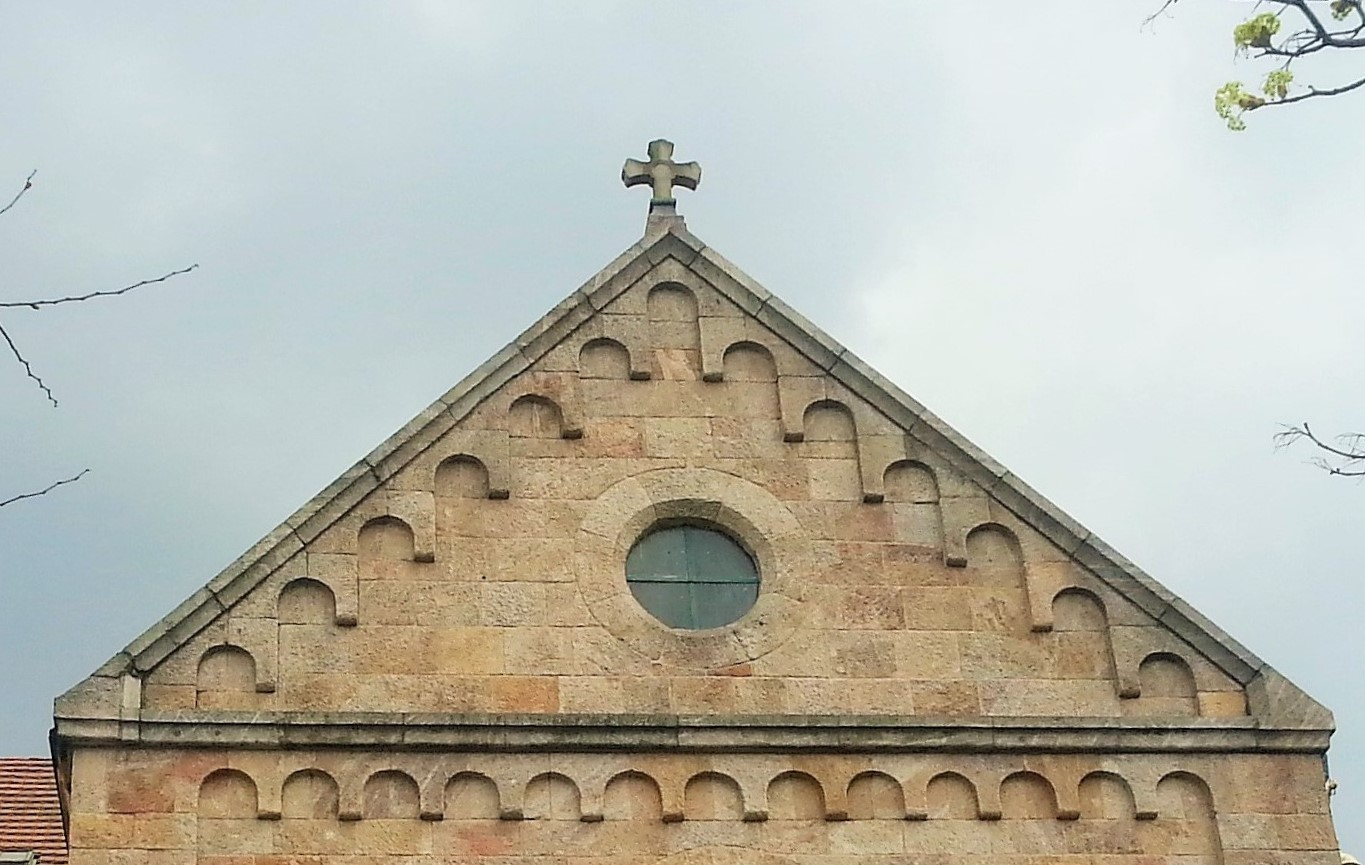

## Egyéb irodalom
- A külső-ferencvárosi Szent Kereszt plébániatemplom (IX. Üllői út 145.) története, Szent Kereszt Plébánia, Budapest, 2007